# ウーゴ・デステ
ウーゴ・デステ（Ugo d'Este, 1405年 - 1425年5月21日）は、15世紀前半のフェラーラ侯爵ニッコロ3世・デステと愛人ステッラ・トロメイの長男。
父ニッコロは彼にいずれ跡を継がせるつもりで、伯爵の位も与えていた。しかし彼は後に父が後妻に迎えた、1つ年上のパリシーナ・マラテスタと恋仲になった。2年後、それはニッコロに知られ、2人は斬首された。
| スタブアイコン | サブスタブ | この項目は、まだ閲覧者の調べものの参照としては役立たない、人物に関連した書きかけの項目です。この項目を加筆・訂正などしてくださる協力者を求めています（P:人物伝/PJ:人物伝）。 |